# Klaus Sachs-Hombach
Klaus Sachs-Hombach (* 2. Dezember 1957 in Hattingen/Ruhr) ist Professor für Medienwissenschaft an der Universität Tübingen. Seine Forschungsschwerpunkte sind Philosophische Bildtheorien (Bildwissenschaft), Semiotik, Kommunikationstheorie, Kulturphilosophie, Medientheorie. Zudem Wissenschaftstheorie, Philosophische Probleme der Psychologie und Kognitionswissenschaft, Geschichte der Philosophie insbesondere des 19. und 20. Jahrhunderts.

## Leben
Sachs-Hombach promovierte 1990 in Philosophie an der Westfälischen Wilhelms-Universität in Münster, arbeitete dann als Wissenschaftlicher Mitarbeiter an der Universität Magdeburg. Er hielt sich zu Gastaufenthalten an der Subfaculty of Philosophy der Oxford University (1991) und am MIT (1992) auf. Nach der Habilitation 2003 war er als wissenschaftlicher Oberassistent am Institut für Simulation und Graphik der Otto-von-Guericke-Universität Magdeburg beschäftigt. Ab 2007 war er Professor für Philosophie mit Schwerpunkt Kognitionswissenschaften an der TU Chemnitz. Im Oktober 2011 wurde er auf eine Professur für Medienwissenschaft (Schwerpunkt Medieninnovation / Medienwandel) an der Universität Tübingen berufen. Er ist Initiator des studentischen Kurzfilmfestivals Tübinale in Tübingen.

## Wissenschaft
Klaus Sachs-Hombachs Interesse umfasst unter anderem die ästhetischen und ethischen Probleme des Medienwandels und moderner Bilder. Er hat neben seinen Schwerpunkten bereits zu Filmtheorie, moderner Kunst, Virtueller Realität sowie zu Game Studies publiziert. Er gründete die Internetplattform „Virtuelles Institut für Bildwissenschaft“ (VIB), die Online-Zeitschrift  „IMAGE. Journal for Interdisciplinary Image Science“ sowie die „Gesellschaft für interdisziplinäre Bildwissenschaft“ (GIB).
Sachs-Hombach bezeichnet sich selbst ironisch als Ikonoklasten (Bilderstürmer). In seinen Analysen weist er auf das manipulative Potenzial der Bilder hin. Bilder würden ihre Inhalte vermeintlich uncodiert darbieten, scheinen einfach das zu zeigen, was man, wäre man vor Ort gewesen, gesehen hätte. Der Eindruck von Unmittelbarkeit bedinge eine Engführung von Wahrnehmung und emotionaler Reaktion und verringere so die Distanz des Rezipienten zum Aussagegehalt des Bildes. Dieser erschöpfte sich jedoch nicht darin, Wirklichkeit zu zeigen, sondern bediene sich visueller Codes, um den Blick des Betrachters zu lenken. Bilder würden wirken, auch und gerade dann, wenn man ihre Konstruktionsmechanismen nicht durchschaut.

## Publikationen
- 2021: Agency postdigital. Verteilte Handlungsmächte in medienwissenschaftlichen Forschungsfeldern. (Hg. mit Lukas R. A. Wilde & Berenike Jung) Köln: Halem Verlag.
- 2020: Einzelbild & Narrativität. Theorien, Zugänge, offene Fragen. (Hg. mit Andreas Veits & Lukas R. A. Wilde) Köln: Halem Verlag.
- 2018 (erschienen 2020): Überwachung 2.0 – Zwischen Kontrolle und Komfort. Zeitschrift für Semiotik 40 (1–2). (Hg. mit Alexandra Gracev, Natalie John, Jörg R.J. Schirra, Anne Ulrich & Lukas R. A Wilde) Tübingen: Stauffenberg Verlag.
- 2019: Multimodal Media. Poetics Today 40 (2). (Hg. mit Jan-Noël Thon) Durham: Duke University Press.
- 2018: Multimodale Kommunikation. IMAGE 28. (Hg.) Köln: Halem Verlag.
- 2018: Fake News, Hashtags & Social Bots. Neue Methoden der Propaganda. (Hg. mit Bernd Zywietz) Wiesbaden: Springer VS.
- 2017 (erschienen 2019): Digitaler Dschihad. Vom Attentäter zum Medienagenten. Zeitschrift für Semiotik 39 (3–4). (Hg. mit Robin Bisinger, Jörg R.J. Schirra, Anne Ulrich & Lukas R. A Wilde) Tübingen: Stauffenburg Verlag.
- 2016: Verstehen und Verständigung. Intermediale, multimodale und interkulturelle Aspekte von Kommunikation und Ästhetik. (Hg.) Köln: Halem Verlag.
- 2015: Krieg und Konflikt in den Medien. Multidisziplinäre Perspektiven auf mediale Kriegsdarstellungen und deren Wirkungen. (Hg. mit Felix Reer & Schamma Schahadat) Köln: Halem Verlag.
- 2015: Game Studies. Aktuelle Ansätze der Computerspielforschung. (Hg. mit Jan-Noël Thon) Köln: Halem Verlag.
- 2015: Medienkonvergenz und transmediale Welten (Teil 3) / Media Convergence and Transmedial Worlds (Part 3). IMAGE 22, Themenheft. (Hg. mit Benjamin Beil & Jan-Noël Thon) Köln: Halem Verlag.
- 2015: Medienkonvergenz und transmediale Welten (Teil 2) / Media Convergence and Transmedial Worlds (Part 2). IMAGE 21, Themenheft. (Hg. mit Benjamin Beil & Jan-Noël Thon) Köln: Halem Verlag.
- 2014: Bildwissenschaft und Visual Culture. (Hg. mit Marius Rimmele & Bernd Stiegler) Bielefeld: transcript.
- 2014: Medienkonvergenz und transmediale Welten (Teil 1) / Media Convergence and Transmedial Worlds (Part 1). IMAGE 20, Themenheft. (Hg. mit Benjamin Beil & Jan-Noël Thon) Köln: Halem Verlag.
- 2013: Origins of Pictures. Anthropological Discourses in Image Science. (Hg. mit Jörg J. R. Schirra) Köln: Halem Verlag.
- 2011: Bilder – Sehen – Denken. Zum Verhältnis von begrifflich-philosophischen und empirisch-psychologischen Ansätzen in der bildwissenschaftlichen Forschung. (Hg. mit Rainer Totzke) Köln: Halem Verlag.
- 2009: Bildtheorien. Anthropologische und kulturelle Grundlagen des Visualistic Turn. (Hg.) Frankfurt / Main: Suhrkamp.
- 2006: Bild und Medium. Kunstgeschichtliche und philosophische Grundlagen der interdisziplinären Bildwissenschaft. Köln: Halem Verlag.
- 2005: Bildwissenschaft. Disziplinen, Themen, Methoden. (Hg.) Frankfurt / Main: Suhrkamp.
- 2005: Bildwissenschaft zwischen Reflexion und Anwendung. Köln: Halem Verlag.
- 2005: Die schräge Kamera. Formen und Funktionen ungewöhnlicher Kameraperspektiven in Film und Fernsehen. IMAGE 1, Themenbeiheft, Köln: Halem Verlag.
- 2004: Wege zur Bildwissenschaft. Interviews mit Hans Belting, Gottfried Boehm, Gernot Böhme, Reinhard Brandt, Ferdinand Fellmann, Dietfried Gerhardus, Tonio Hölscher, Hans Dieter Huber, Karlheinz Lüdeking, Roland Posner, Oliver R. Scholz, Peter Schreiber, Michael Sukale, Felix Thürlemann, Bernhard Waldenfels, Lambert Wiesing und Hans Jürgen Wulff. Köln, Halem Verlag.
- 2003: Das Bild als kommunikatives Medium. Elemente einer allgemeinen Bildwissenschaft als Medium. Köln: Halem Verlag (4. Aufl. 2021).
- 2003: Was ist Bildkompetenz? Studien zur Bildwissenschaft. (Hg.) Wiesbaden: Deutscher Universitätsverlag.
- 2001: Bildhandeln. Interdisziplinäre Forschungen zur Pragmatik bildhafter Darstellungsformen. (Hg. mit Klaus Rehkämper) Magdeburg: Scriptum Verlag.
- 2000: Vom Realismus der Bilder. Interdisziplinäre Forschungen zur Semantik bildhafter Darstellungsformen. (Hg. mit Klaus Rehkämper) Magdeburg: Scriptum Verlag.
- 1999: Bildgrammatik. Interdisziplinäre Forschungen zur Syntax bildhafter Darstellungsformen. (Hg. mit Klaus Rehkämper) Magdeburg: Scriptum Verlag.
- 1998: Bild – Bildwahrnehmung – Bildverarbeitung. Interdisziplinäre Beiträge zur Bildwissenschaft. (Hg. mit Klaus Rehkämper) Wiesbaden: Deutscher Universitätsverlag (Neuausgabe 2000).
- 1995:  Bilder im Geiste. Zur kognitiven und erkenntnistheoretischen Funktion piktorialer Repräsentationen. Amsterdam/Atlanta, GA: Rodopi.
- 1993: Philosophische Psychologie im 19. Jahrhundert. Ihre Entstehung und Problemgeschichte. Freiburg/München: Alber. ISBN 3-495-47745-4